# 群力街道
群力街道是中国黑龙江省哈尔滨市道里区下辖的一个街道，位于哈市西郊，地处城乡结合部，南临哈铁公路，北方紧邻松花江。前身是群力乡，现已成为哈市主要开发区域之一。